# Lonchoptera vesperis
 (décembre 2021).
Si vous disposez d'ouvrages ou d'articles de référence ou si vous connaissez des sites web de qualité traitant du thème abordé ici, merci de compléter l'article en donnant les références utiles à sa vérifiabilité et en les liant à la section « Notes et références ».
Espèce
Lonchoptera vesperis est une espèce de diptères de la famille des Lonchopteridae.

## Publication originale
- (en) Brian Roy Stuckenberg, « The genus Lonchoptera Meigen in Southern Africa (Diptera: Lonchopteridae) », Journal of the Entomological Society of Southern Africa, vol. 26, no 1,‎ juin 1963, p. 128-143 (ISSN 0013-8789, OCLC 01568026, lire en ligne).